# 電気丸のこ

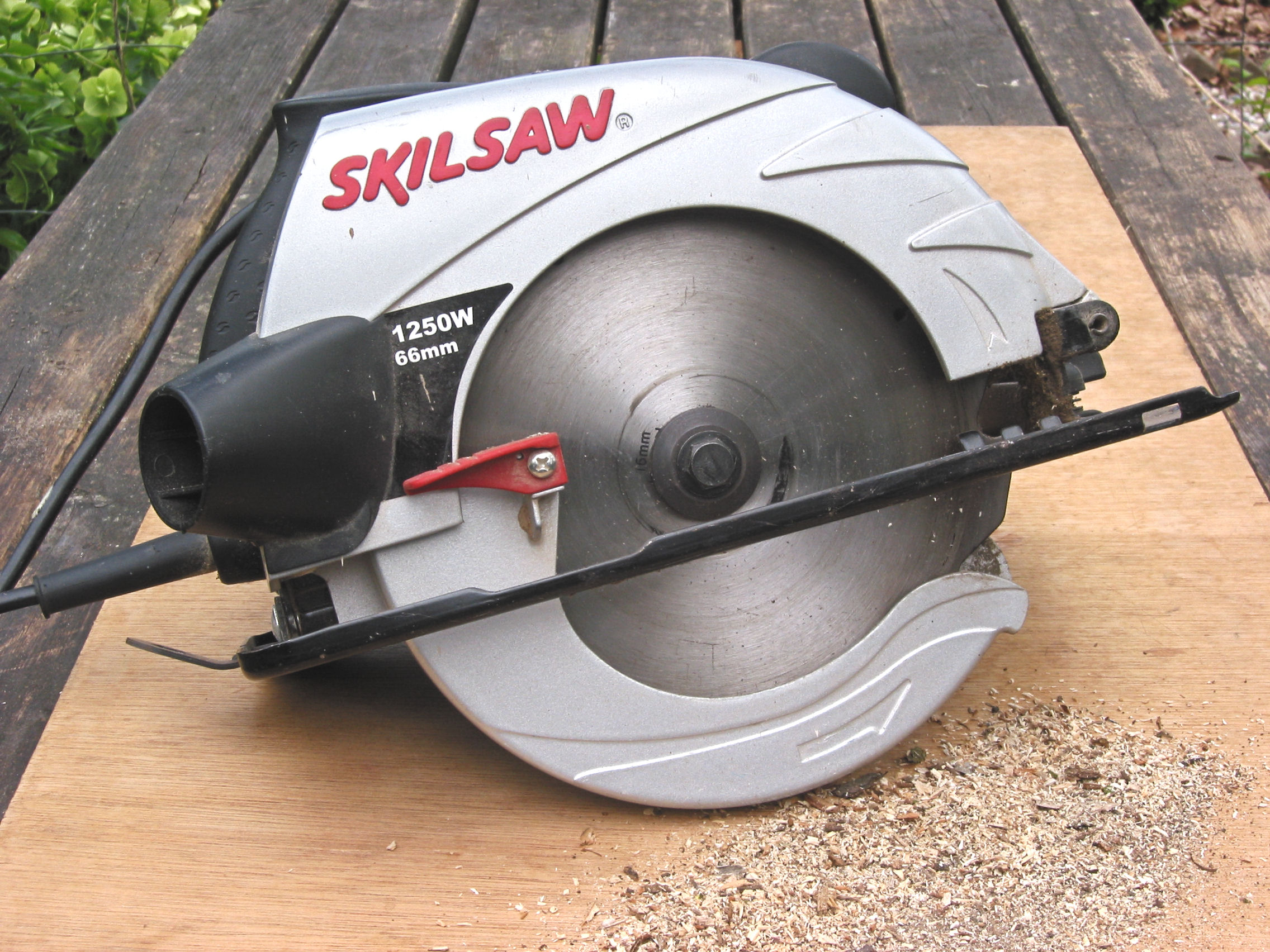
電気丸のこ

電気丸のこ（でんきまるのこ、英: circular saw）とは、円形の「のこ刃」を電気モーターで回転させ材料を切断する電動工具である。直線切りに関して手動工具の鋸やジグソーより、遥かに早い時間で切断出来る。電源は、交流電源式と二次電池（バッテリー）方式がある。丸のこ刃は、直径100ミリから190ミリまでが一般的で他にも色々なサイズと種類がある。木材だけでなく、丸のこ刃を交換する事により金属・レンガ・コンクリート・タイル等色々な材料の切断が出来る。呼び名は他に、電動丸のこ・電気丸ノコ・丸鋸などと呼ばれている。

## 歴史

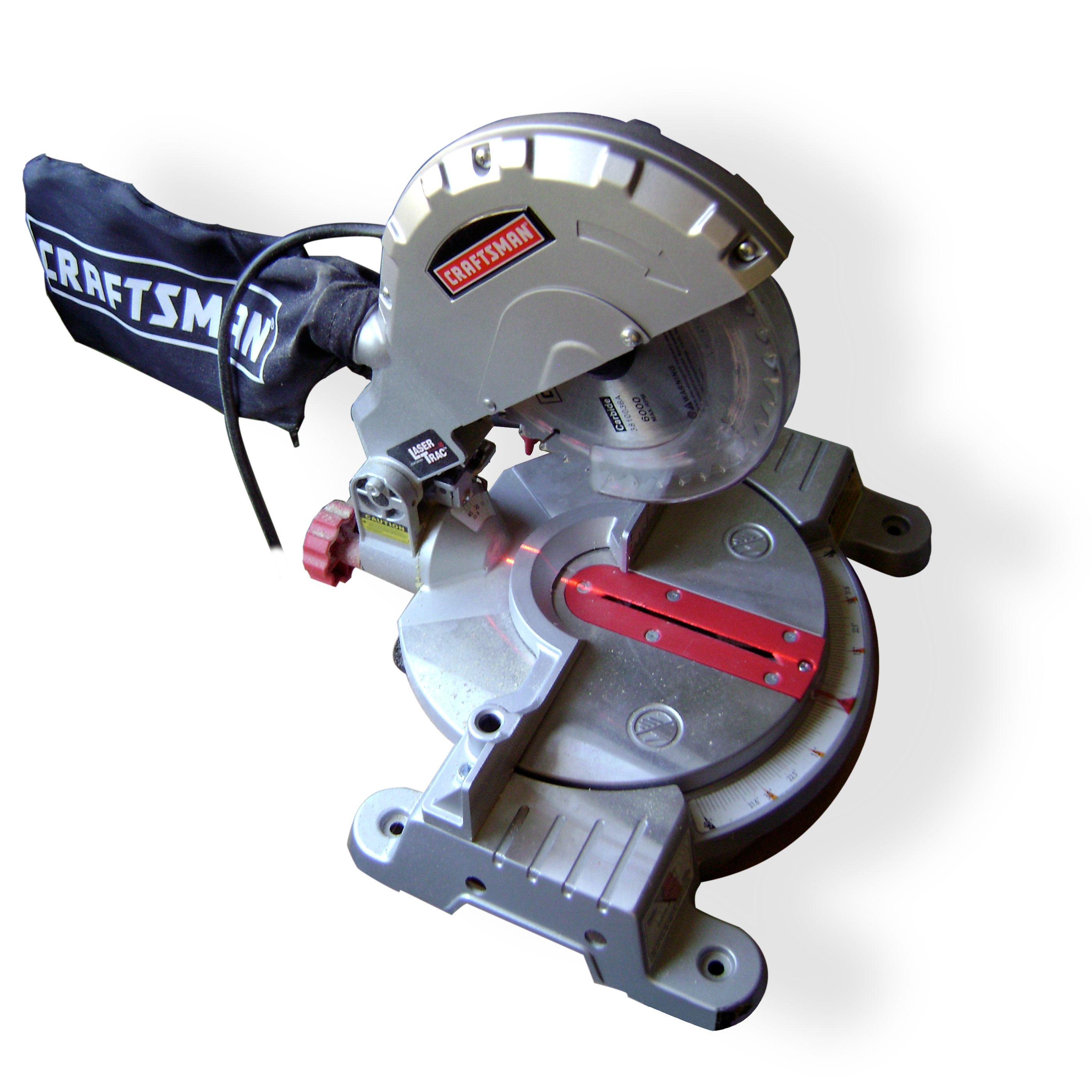
卓上電気丸のこ

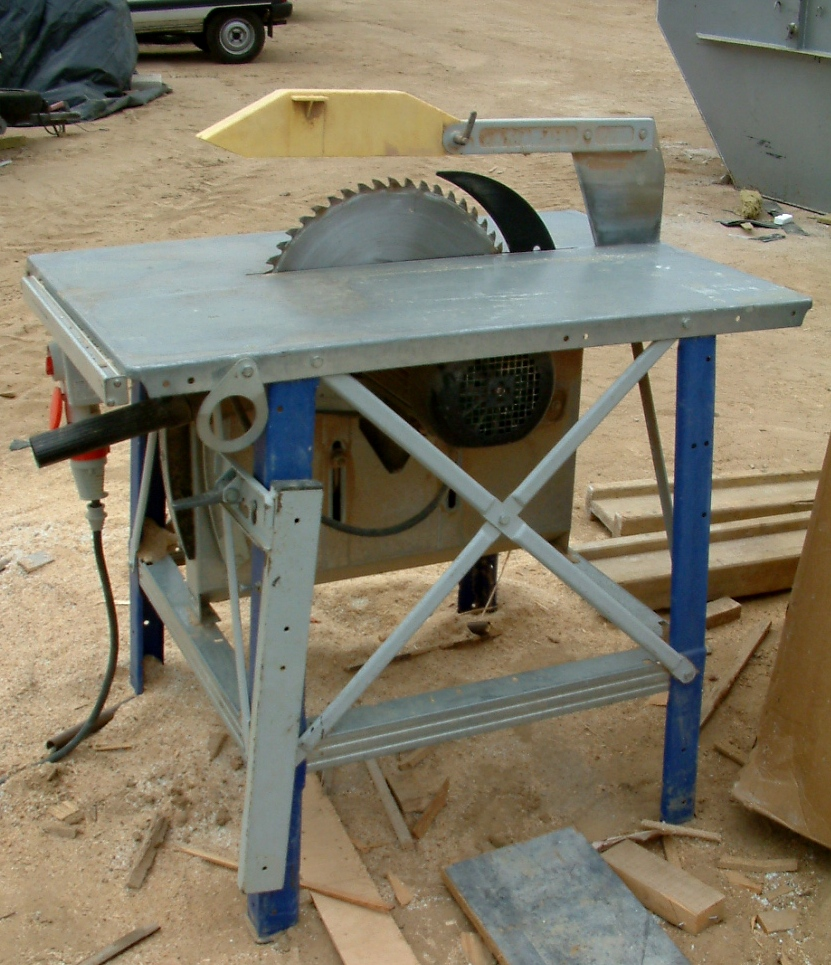
卓上電気丸のこ盤

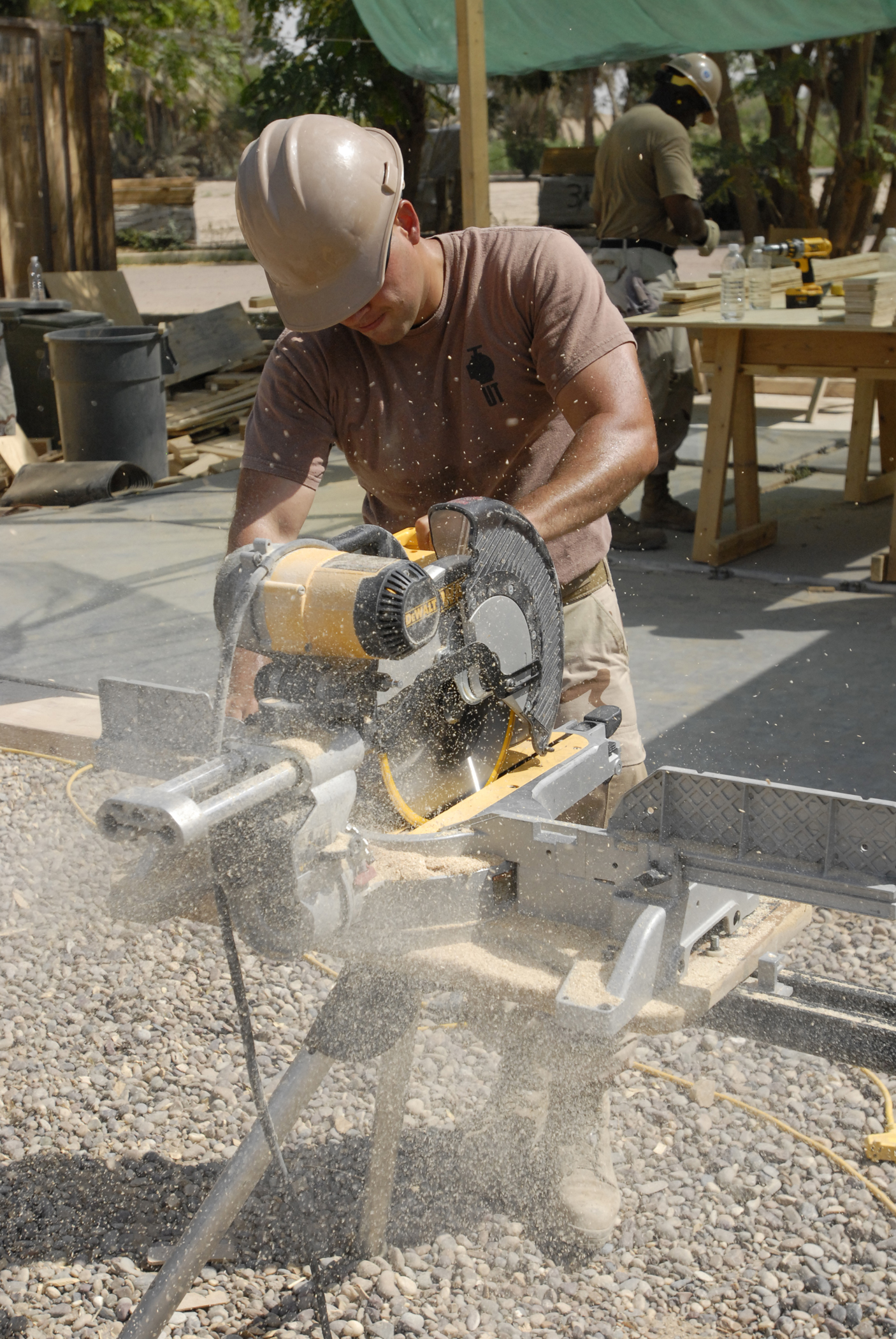
卓上スライド丸のこ

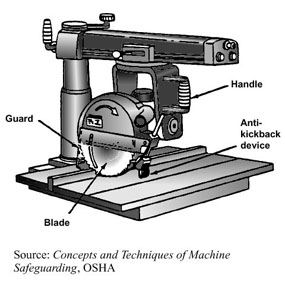
ラジアルアームソー(Radial arm saw)

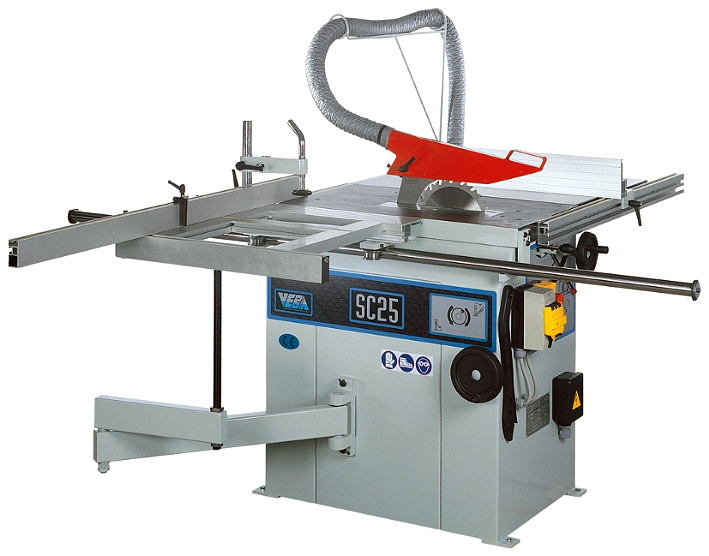
丸のこ盤

ウォーム歯車による携帯電動（電気）丸鋸は、エドモンドミシェル(Edmond Michel)が1924年に発明した。この発明の画期的な点は、減速機を使用する事により、丸のこの大きな出力を小さい電気モーターで可能とし、「携帯式の電気丸のこ」とした事である。1924年にミシェルは、ジョセフサリバン(Joseph Sullivan)と、Michel Electric Handsaw Companyを設立する。後に、社名をSkilsaw Inc.に改名している、現在Skil社はロバート・ボッシュGmbH(Robert Bosch GmbH)の子会社である。その後継機種がモデル77として現在もSkil社で売られている。最近では、小型の電気丸のこは、電源が二次電池式のコードレスタイプが、普及している。

## 使用方法
電気丸のこは、回転数が約5,000回転／分(rpm)の物が多い。作業に当たっての注意として、回転部に巻き込まれるのを防ぐ為に軍手など手袋は着用せず、服装も袖がきちっと締まったものとする。使用時は、片方の手(右手）でハンドルを握り、もう片方の手（左手）はハンドル前方部を押さえる様にして丸のこが切り進めた分だけついていくようにすると安定して安全である。材料の切断線位置にのこ刃をあわせ、のこ刃を材料に当てないでスイッチを入れ、回転が安定してからベースプレートを材料に押し付けて切り進める。本体の角度調整ネジを緩めて45度まで傾ける事が出来、傾斜切断も可能である。
溝掘り加工（ホゾ先加工）は、材料に溝を切る作業である。必要な溝の深さにのこ刃の出る長さを調節し、加工する溝の内側を2ミリから3ミリ間隔で何度ものこ刃を通し、残った部分をのみで取り払えば溝を作る事が出来る。

## 各部の機能と特徴・特別付属品
- トリガースイッチ ; のこ刃を回転させるモータのオン(ON)・オフ(OFF)を行なうスイッチ。
- ロックボタン ; トリガースイッチを引いた状態で押し込むとスイッチをオンのまま維持する。トリガースイッチを再度引き込むとロックボタンは解除される。
- ベース ; 切断時に浮き上がろうとする材料を抑える。
- シャフトロック ; のこ刃を支持する軸を回らなくするためのロック。のこ刃を脱着する時に使用する。
- 角度調整用ネジ ; 傾斜切りを行なう場合、のこ刃とベースの角度を調整する時に緩め、角度が決まったら締め込んでベースを固定する。
- ガイドピース ; のこ刃の位置を示している。
- カバー ; のこ刃を約半週覆い、刃が露出しないようにする機能がある。材料を切り進めると自動で後退する。
- 深さ調整ネジ ; ベース底面から、のこ刃をどれだけ突き出させるかを調整する為のネジ。作業前に材料の厚みに合わせて切断深さを調整する時に使用する。材料から5ミリ程度のこ刃が突き出る状態が良い。
- のこ刃 ; 切断する材料に適したのこ刃を選定する。
- ガイド（平行定規）; 材両端部にひっかけて平行に切る。T字の部分に角材を取付けて安定性を増す事も出来る。
- フェンス ; 材料の上に置き丸のこのベースプレート側面を沿わせて使用する直線切り用のジグ。
- マイターゲージ（角度定規）; 腕の部分を板の側面に固定して、もう一方の腕で角度を決め電気丸のこを沿わせて使用する。
- 丸のこスタンド ; テーブルの下に電気丸のこを取付ける事により卓上丸のこの様に安定した作業が出来る。[5]

## のこ刃の種類
- タテヨコ引き用のこ刃　　一般木工用。タテ引き、ヨコ引きどちらにも向く。
- タテ引き用のこ刃　　木材の挽き割りなど大量にタテ引きする時に効率が良い。
- 一般木材用チップソー　　切断面が綺麗で刃の寿命が長い。
- 造作・仕上げ用チップソー　　切断面が綺麗で刃の寿命が長い。
- 非鉄金属用のこ刃　　アルミなど柔らかい金属用。
- ダイヤモンドホィール　　石膏ボード・石綿ボード・タイル・レンガの切断に使用。

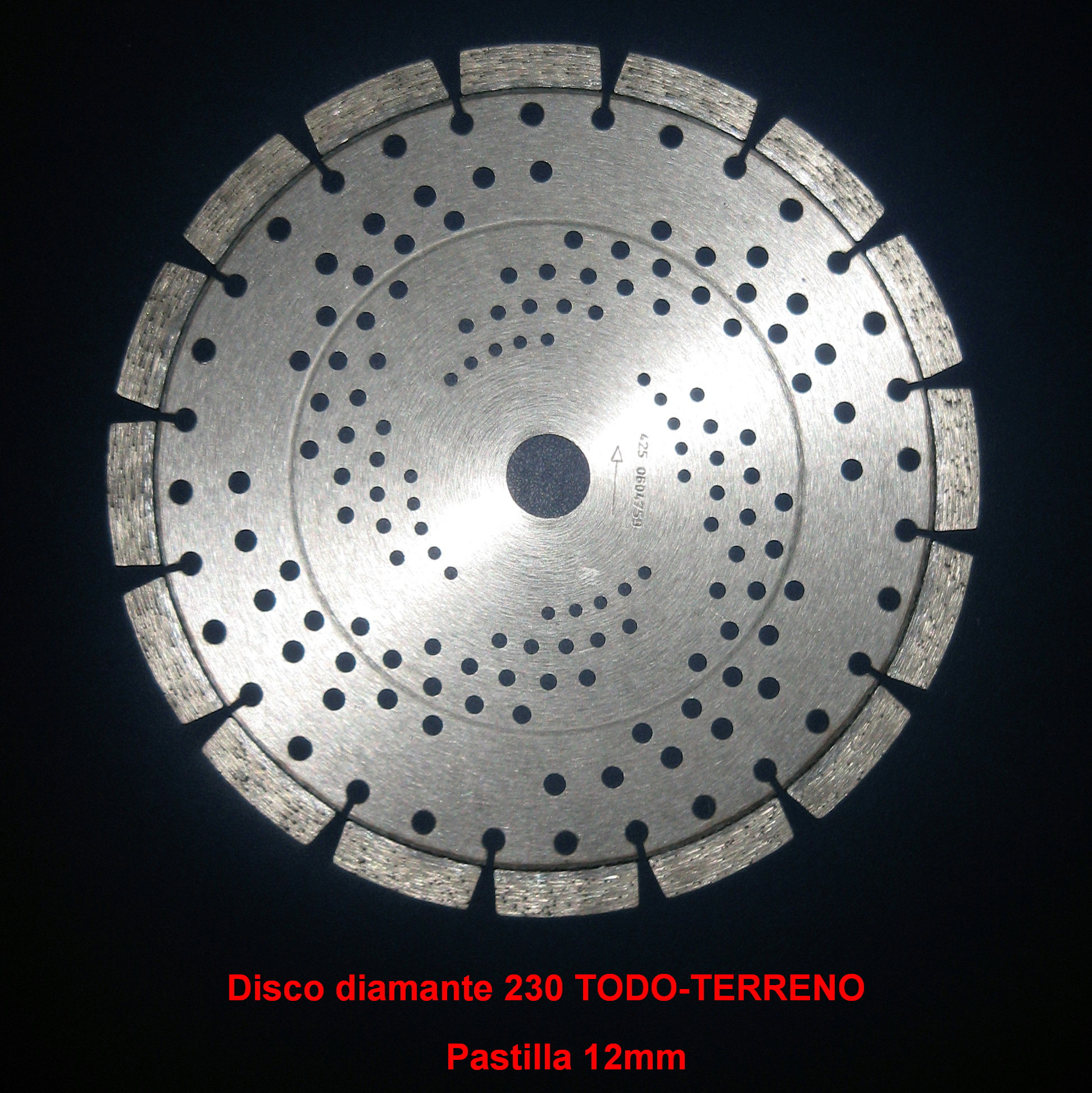
ダイヤモンドホィール

- マイタソーブレード　　丸のこの台金部分を研磨して中凹にしたもの。特に切断面が綺麗なので、精密な加工やホゾ切りなどに向いている。
- 切断砥石　　プラスチックの波板、FRPなどの切断に向く。金属、石材用もある。(厳密には　のこ刃としては分類されないが「用途」としては刃物であるのでここに掲載する。）
- プラスチックのこ刃　　アクリル樹脂や塩ビ板に向いている。

チップソーとは、円盤状の鋼本体の外周部にハイス鋼やタングステンカーバイト鋼など切れ味の鋭いチップ（刃先）を付けたのこ刃の事。
丸のこ刃本体についている溝は、軽量化と騒音低減の効果がある。

## 丸型形状のこ刃による動力切断工具の主な種類
- 携帯電気丸のこ(Circular saw)

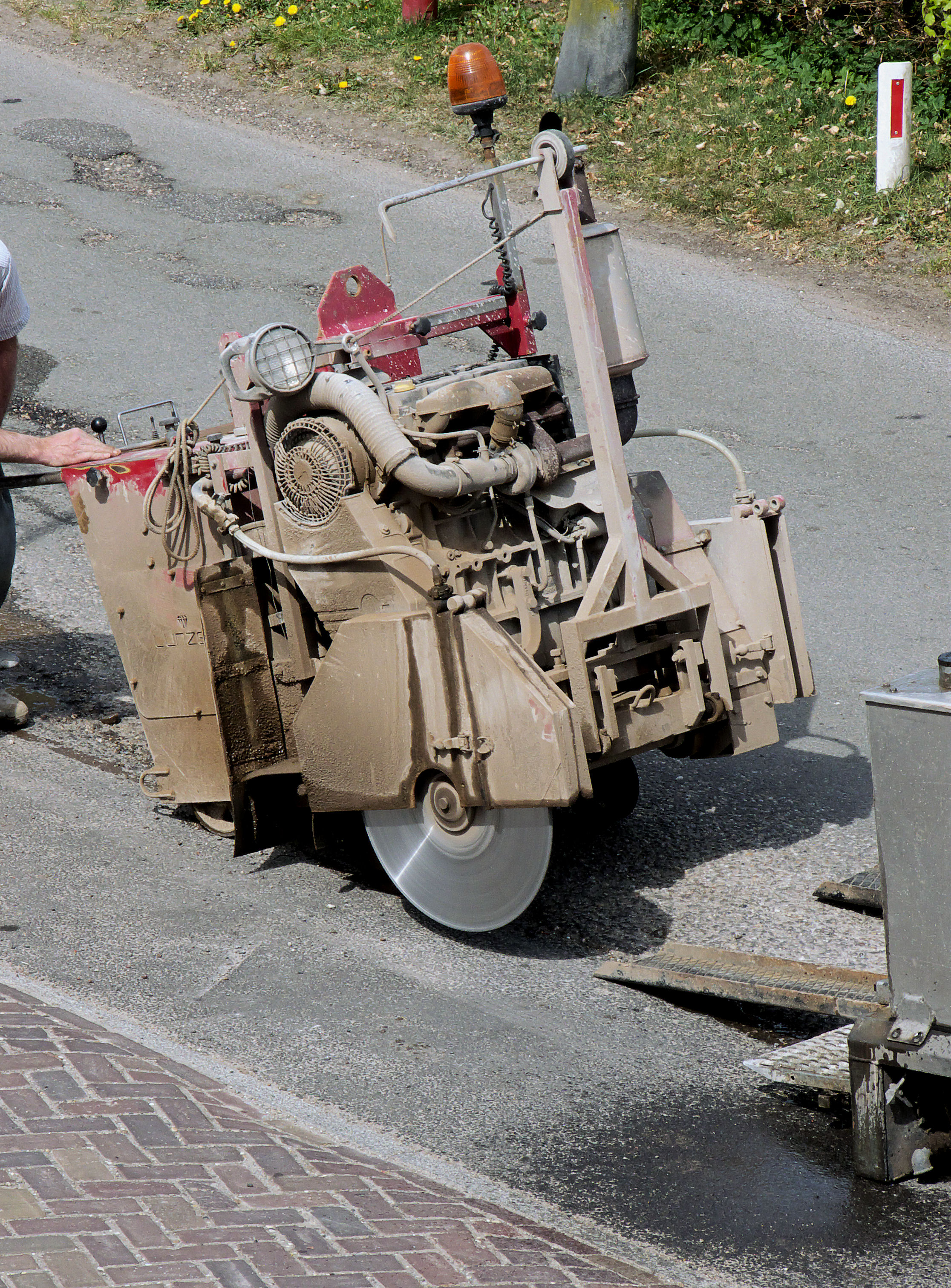
コンクリートソー(Concrete saw)

- 卓上電気丸のこ(Electric miter saw)

材料を正確な角度で切断する事が出来る。
- 卓上電気丸のこ盤(Table saw)
- 卓上スライド丸のこ

丸鋸をスライドする横腕に取り付けた機械。
- ラジアルアームソー(Radial arm saw)
- コンクリートソー(Concrete saw)

コンクリート、石造り、レンガ、アスファルト、タイル等を切るために使われる専用機械。
- 砥石切断機(Abrasive saw)

硬い材料（例えば金属）を切るのに用いられる電動工具。研磨ディスクを使用した物として高速切断機やディスクグラインダがある。スチール製アングル、各パイプ類、フラットバー(FB)などを高速で回転する切断トイシで比較的簡単に切断することが出来る。

## 主なメーカ
- 国内

株式会社マキタ・工機ホールディングス株式会社・京セラインダストリアルツールズ株式会社・パナソニック電工株式会社
- 海外

スキル(Skil)・ボッシュ(Bosch)・ブラック&デッカー(Black & Decker)